# Portugiesische Ostindien-Kompanie
Die Portugiesische Ostindien-Kompanie (portugiesisch Companhia do commércio da Índia oder Companhia da Índia Oriental) war eine kurzlebiger und unglücklicher Versuch von Philipp III. von Portugal, eine nationale Handelskompanie zu gründen, um Interessen in Portugiesisch-Indien angesichts von Übergriffen der Niederländischen und Britischen Ostindien-Kompanie gegen die Iberische Union der portugiesischen und spanischen Krone zu vertreten.

## Hintergrund
Der portugiesische Indienhandel war ein Monopol der Krone gewesen, seitdem der portugiesische Kapitän Vasco da Gama 1497-99 den Seeweg nach Indien eröffnet hatte. Das Monopol wurde von der Casa da Índia, dem um 1500 gegründeten königlichen Handelshaus, verwaltet. Die Casa war verantwortlich für die jährlichen Portugiesischen Indien-Armadas. Jedoch um 1560 waren die Finanzen der Casa in einer Notlage und 1570 erließ König Sebastian von Portugal eine Verordnung, die jedem privaten portugiesischen Staatsangehörigen Handel mit Indien eröffnete. Als nur wenige das Angebot annahmen, wurde das Freihandelsdekret 1578 durch ein neues System jährlicher Monopole ersetzt, in dem die Casa Indien-Handelsverträge an ein privates portugiesisches Handelskonsortium verkaufte und ihm damit ein Monopol für ein Jahr einräumte. Dieses jährliche Vertragssystem wurde 1597 aufgegeben und das königliche Monopol wieder aufgenommen.
Die Iberische Union von 1580, die König Philipp II. von Spanien die Krone von Portugal gab, änderte zunächst wenig. Aber die starke Niederländische VOC und Britische EIC griff auf das Portugiesisches Weltreich und Handel in Asien nach 1598 ein und zwang den König, mit verschiedenen Arrangements zu experimentieren, um die portugiesischen Positionen zu verteidigen. Im Jahr 1605 schuf er den Consejo de Indias, um Angelegenheiten in Portugiesisch-Indien unter engere Aufsicht der Habsburger Krone zu bringen. Aber das widersprach älteren Linien der portugiesischen Autorität und der Rat wurde schließlich 1614 aufgelöst.

## Vorschlag
Es war um diese Zeit (1614), dass die Idee für eine private portugiesische Ostindien-Handelsgesellschaft, die nach holländischen und englischen Handelskompanien organisiert war, zuerst angesprochen wurde. Dies wurde von dem portugiesischen Neuen christlichen Kaufmann und Merkantilisten Duarte Gomes Solis, der in Madrid lebte, gefördert, vor allem in seinem  spanischsprachigen Traktat Discursos sobre los Comercios de las Indias (veröffentlicht 1622, obwohl früher zirkuliert). Solis argumentierte, dass eine private Aktiengesellschaft mehr Kapital beschaffen, den asiatischen Handel wiederbeleben und effizienter mit den Anglo-Holländern im Indischen Ozean konkurrieren könnte.
König Philipp III. von Portugal brachte die Idee im Jahre 1624 voran und ernannte D. Jorge Mascarenhas (Bürgermeister von Lissabon) und Mitglied des Staatsrats, um einen Ausschuss zu leiten und Solis-Vorschlag umzusetzen. Trotz der Unterstützung durch Olivares stieß der Vorschlag auf viel Skepsis und Widerstand, besonders durch Herzog von Villahermosa, hatte Mascarenhas erhebliche Schwierigkeiten Investitionsverpflichtungen zu sichern.

## Die Kompanie
Die Companhia do commércio da Índia (oder Companhia da Índia Oriental) entstand schließlich im August 1628, als sie von König Philipp III. einen Freibrief erhielt. Die Companhia sollte von einer Câmara de Administração Geral regiert werden, die sich aus einem Präsidenten (Jorge Mascarenhas) und sechs von den Investoren gewählten Verwaltern zusammensetzte, die alle Vollmachten hatten, auch wenn ihre Gerichtsakten, Verwaltungspraktiken und Finanzen einer Überprüfung durch einen beratenden Conselho do Comércio am Handelsgericht in Madrid unterlagen.  Der Freibrief sah eine Übergangsfrist von zwei Jahren vor, während der der königliche Conselho da Fazenda (Royal Council of Finance) weiterhin die Aufsicht über die Indien Armadas fortsetzen würde, die Casa da Índia und das Armazém da Índia (Lager in Indien) zu beaufsichtigen, bevor sie an die Verwaltung der Companhia übergeben wurden. Die Companhia wäre verantwortlich für die Ausführung und das Sammeln der Zollgebühren, die in der Casa zahlbar sind.
Die Companhia wurde mit einem Aktienpaket von sechs Jahren gegründet, das um weitere sechs Jahre verlängert werden konnte, wobei eine Mindestzeichnung von 100 Cruzados galt. Die Companhia erhielt ein Monopol für den Handel mit Korallen-, Pfeffer-, Zimt-, Ebenholz- und Kaurimuscheln und konnte auf Wunsch auf andere Waren ausgeweitet werden. Es hatte volle administrative und juristische Privilegien, einschließlich des Rechts, alle Beute von Beschlagnahmen niederländischer und englischer Schiffe zu behalten (nach Abzug der königlichen Fünften).
Die Krone war der größte Investor und verpflichtete sich in den ersten drei Jahren mit 1.500.000 Cruzados. Obwohl auch einige Gemeinden (v. a. Lissabon) investiert hatten, waren Privatpersonen weniger interessiert. Um es attraktiv zu machen, wurde den Abonnenten eine jährliche Rendite von 4 % plus Dividenden garantiert und die Abonnements wurden mit verschiedenen Privilegien versehen (z. B. Titel im Königshaus, Schutz vor Schuldenbeschlagnahme, selbst die Hauptstadt der Neuen Christen, die von der portugiesischen Inquisition verurteilt worden waren, hatte ein gewisses Maß an Schutz). Zwar gab es Vorkehrungen gegen jede andere ostindische Handelskompanie, die im Habsburger Territorien gegründet wurde, aber die Investitionen in die Companhia standen allen Untertanen Philipps III. und seiner Verbündeten (also Spanier, Italiener, Flamen usw.) offen. Nichtsdestotrotz war das alles nicht genug, um von Privatpersonen viel Begeisterung zu bekommen. Das Unternehmen wurde mit nur etwa der Hälfte des ursprünglich aufgelegten Kapitals gestartet.

## Das Ende
Die Companhia erwies sich als erfolglos. Die Anleger blieben skeptisch, ausländische portugiesische Händler lehnten die Autorität der neuen Companhia ab, und der Anglo-holländische Bruch des alten portugiesischen Imperiums in Asien war irreparabel geworden und drückte die Margen auf den Gewürzhandel. Die Companhia erwies sich als unrentabel und stellte bald ihren Betrieb ein und wurde im April 1633 aufgelöst. Die Casa da Índia und die India trade wurden wieder unter die Aufsicht der Conselho da Fazenda (Königlicher Finanzrat) gebracht.